# Janette Husárová
Janette Husárová, née le 4 juin 1974 à Bratislava, est une joueuse de tennis tchécoslovaque puis slovaque, professionnelle de 1991 à 2016.
Elle a gagné vingt-cinq tournois WTA en double dames au cours de sa carrière, dont le Masters en 2002 (associée à Elena Dementieva), faisant d'elle l'une des joueuses les plus récompensées dans cette spécialité depuis les débuts de l'ère Open.
En 2002, elle a aussi contribué au succès de la Slovaquie en Fed Cup face à l'Espagne en finale.
Elle annonce l'arrêt de sa carrière en 2016.

## Palmarès

### Titres en double dames
| No | Date       | Nom et lieu du tournoi               | Catégorie | Dotation    | Surface         | Partenaire           | Finalistes                            | Score             |          |
| -- | ---------- | ------------------------------------ | --------- | ----------- | --------------- | -------------------- | ------------------------------------- | ----------------- | -------- |
| 1  | 15-07-1996 | Torneo Internationale Palerme        | Tier IV   | 107 500 $   | Terre (ext.)    | Barbara Schett       | Florencia Labat Barbara Rittner       | 6-1, 6-2          | Parcours |
| 2  | 05-08-1996 | Meta Styrian Open Maria Lankowitz    | Tier IV   | 107 500 $   | Terre (ext.)    | Natalia Medvedeva    | Lenka Cenková Kateřina Kroupová       | 6-4, 7-5          | Parcours |
| 3  | 30-12-1996 | ASB Bank Classic Auckland            | Tier IV   | 107 500 $   | Dur (ext.)      | Dominique Van Roost  | Aleksandra Olsza Elena Pampoulova     | 6-2, 6-7, 6-3     | Parcours |
| 4  | 16-02-1998 | Copa Colsanitas Bogota               | Tier IV   | 107 500 $   | Terre (ext.)    | Paola Suárez         | Melissa Mazzotta Ekaterina Sysoeva    | 3-6, 6-2, 6-3     | Parcours |
| 5  | 08-05-2000 | Warsaw Cup Varsovie                  | Tier IVb  | 110 000 $   | Terre (ext.)    | Tathiana Garbin      | Iroda Tulyaganova Anna Zaporozhanova  | 6-3, 6-1          | Parcours |
| 6  | 01-01-2001 | Hard Court Championships Gold Coast  | Tier III  | 170 000 $   | Dur (ext.)      | Giulia Casoni        | Katie Schlukebir Meghann Shaughnessy  | 7-69, 7-5         | Parcours |
| 7  | 19-02-2001 | Copa Colsanitas Bogota               | Tier III  | 170 000 $   | Terre (ext.)    | Tathiana Garbin      | Laura Montalvo Paola Suárez           | 6-4, 2-6, 6-4     | Parcours |
| 8  | 16-04-2001 | Colorotex GP Budapest                | Tier V    | 110 000 $   | Terre (ext.)    | Tathiana Garbin      | Zsofia Gubacsi Dragana Zarić          | 6-1, 6-3          | Parcours |
| 9  | 09-07-2001 | Internazionali Femminili Palerme     | Tier V    | 110 000 $   | Terre (ext.)    | Tathiana Garbin      | María José Martínez Anabel Medina     | 4-6, 6-2, 6-4     | Parcours |
| 10 | 11-02-2002 | Qatar Open Doha                      | Tier III  | 170 000 $   | Dur (ext.)      | Arantxa Sánchez      | Alexandra Fusai Caroline Vis          | 6-3, 6-3          | Parcours |
| 11 | 06-05-2002 | German Open Berlin                   | Tier I    | 1 224 000 $ | Terre (ext.)    | Elena Dementieva     | Daniela Hantuchová Arantxa Sánchez    | 0-6, 7-63, 6-2    | Parcours |
| 12 | 29-07-2002 | Acura Classic San Diego              | Tier II   | 775 000 $   | Dur (ext.)      | Elena Dementieva     | Daniela Hantuchová Ai Sugiyama        | 6-2, 6-4          | Parcours |
| 13 | 30-09-2002 | Kremlin Cup Moscou                   | Tier I    | 1 224 000 $ | Moquette (int.) | Elena Dementieva     | Jelena Dokić Nadia Petrova            | 2-6, 6-3, 7-67    | Parcours |
| 14 | 21-10-2002 | SEAT Open Luxembourg                 | Tier III  | 225 000 $   | Dur (int.)      | Kim Clijsters        | Květa Hrdličková Barbara Rittner      | 4-6, 6-3, 7-5     | Parcours |
| 15 | 04-11-2002 | Home Depot Championships Los Angeles | Masters   | 3 000 000 $ | Dur (int.)      | Elena Dementieva     | Cara Black Elena Likhovtseva          | 4-6, 6-4, 6-3     | Parcours |
| 16 | 23-02-2004 | Duty Free Women’s Open Dubaï         | Tier II   | 585 000 $   | Dur (ext.)      | Conchita Martínez    | Svetlana Kuznetsova Elena Likhovtseva | 6-0, 1-6, 6-3     | Parcours |
| 17 | 12-04-2004 | Estoril Open Estoril                 | Tier V    | 110 000 $   | Terre (ext.)    | Emmanuelle Gagliardi | Olga Blahotová Gabriela Navrátilová   | 6-3, 6-2          | Parcours |
| 18 | 25-10-2004 | Generali Ladies Linz                 | Tier II   | 585 000 $   | Dur (int.)      | Elena Likhovtseva    | Nathalie Dechy Patty Schnyder         | 6-2, 7-5          | Parcours |
| 19 | 31-01-2005 | Pan Pacific Open Tokyo               | Tier I    | 1 300 000 $ | Moquette (int.) | Elena Likhovtseva    | Lindsay Davenport Corina Morariu      | 6-4, 6-3          | Parcours |
| 20 | 18-07-2006 | Internazionali Femminili Palerme     | Tier IV   | 145 000 $   | Terre (ext.)    | Michaëlla Krajicek   | Alice Canepa Giulia Gabba             | 6-0, 6-0          | Parcours |
| 21 | 25-07-2006 | Grand Prix Budapest                  | Tier IV   | 145 000 $   | Terre (ext.)    | Michaëlla Krajicek   | Lucie Hradecká Renata Voráčová        | 4-6, 6-4, 6-4     | Parcours |
| 22 | 01-01-2007 | ASB Classic Auckland                 | Tier IV   | 145 000 $   | Dur (ext.)      | Paola Suárez         | Hsieh Su-wei Shikha Uberoi            | 6-0, 6-2          | Parcours |
| 23 | 24-09-2007 | FORTIS Championships Luxembourg      | Tier II   | 600 000 $   | Dur (int.)      | Iveta Benešová       | Victoria Azarenka Shahar Peer         | 6-4, 6-2          | Parcours |
| 24 | 07-07-2008 | Grand Prix Budapest                  | Tier III  | 175 000 $   | Terre (ext.)    | Alizé Cornet         | Vanessa Henke Raluca Olaru            | 6-75, 6-1, [10-6] | Parcours |
| 25 | 30-04-2012 | Grand Prix Budapest                  | Intern'l  | 220 000 $   | Terre (ext.)    | Magdaléna Rybáriková | Eva Birnerová Michaëlla Krajicek      | 6-4, 6-2          | Parcours |

### Finales en double dames
| No | Date       | Nom et lieu du tournoi                | Catégorie | Dotation    | Surface         | Vainqueures                           | Partenaire           | Score               |          |
| -- | ---------- | ------------------------------------- | --------- | ----------- | --------------- | ------------------------------------- | -------------------- | ------------------- | -------- |
| 1  | 11-10-1993 | Open Languedoc-Roussillon Montpellier | Tier IV   | 100 000 $   | Moquette (int.) | Meredith McGrath Claudia Porwik       | Dominique Monami     | 3-6, 6-2, 7-6       | Parcours |
| 2  | 05-01-1998 | ASB Bank Classic Auckland             | Tier IV   | 107 500 $   | Dur (ext.)      | Nana Miyagi Tamarine Tanasugarn       | Julie Halard-Decugis | 7-6, 6-4            | Parcours |
| 3  | 11-01-1998 | ANZ Tasmanian International Hobart    | Tier IV   | 107 500 $   | Dur (ext.)      | Virginia Ruano Pascual Paola Suárez   | Julie Halard         | 7-6, 6-3            | Parcours |
| 4  | 03-05-1999 | Warsaw Cup Varsovie                   | Tier IVb  | 112 500 $   | Terre (ext.)    | Cătălina Cristea Irina Selyutina      | Amélie Cocheteux     | 6-1, 6-2            | Parcours |
| 5  | 04-10-1999 | Brazil Open São Paulo                 | Tier IVa  | 142 500 $   | Terre (ext.)    | Laura Montalvo Paola Suárez           | Florencia Labat      | 6-7, 7-5, 7-5       | Parcours |
| 6  | 14-02-2000 | Brasil Ladies Open São Paulo          | Tier IVa  | 140 000 $   | Terre (ext.)    | Laura Montalvo Paola Suárez           | Florencia Labat      | 5-7, 6-4, 6-3       | Parcours |
| 7  | 04-02-2002 | Open Gaz de France Paris              | Tier II   | 585 000 $   | Moquette (int.) | Nathalie Dechy Meilen Tu              | Elena Dementieva     | Forfait             | Parcours |
| 8  | 04-03-2002 | Pacific Life Open Indian Wells        | Tier I    | 2 100 000 $ | Dur (ext.)      | Lisa Raymond Rennae Stubbs            | Elena Dementieva     | 7-5, 6-0            | Parcours |
| 9  | 22-07-2002 | Bank of the West Classic Stanford     | Tier II   | 585 000 $   | Dur (ext.)      | Lisa Raymond Rennae Stubbs            | Conchita Martínez    | 6-1, 6-1            | Parcours |
| 10 | 19-08-2002 | Pilot Pen Tennis New Haven            | Tier II   | 585 000 $   | Dur (ext.)      | Daniela Hantuchová Arantxa Sánchez    | Tathiana Garbin      | 6-3, 1-6, 7-5       | Parcours |
| 11 | 26-08-2002 | US Open Flushing Meadows              | G. Chelem | 6 261 690 $ | Dur (ext.)      | Virginia Ruano Pascual Paola Suárez   | Elena Dementieva     | 6-2, 6-1            | Parcours |
| 12 | 23-09-2002 | Sparkassen Cup Leipzig                | Tier II   | 585 000 $   | Moquette (int.) | Alexandra Stevenson Serena Williams   | Paola Suárez         | 6-3, 7-5            | Parcours |
| 13 | 07-04-2003 | Family Circle Cup Charleston          | Tier I    | 1 300 000 $ | Terre (ext.)    | Virginia Ruano Pascual Paola Suárez   | Conchita Martínez    | 6-0, 6-3            | Parcours |
| 14 | 01-03-2004 | Qatar Open Doha                       | Tier II   | 600 000 $   | Dur (ext.)      | Svetlana Kuznetsova Elena Likhovtseva | Conchita Martínez    | 7-64, 6-2           | Parcours |
| 15 | 03-05-2004 | Ladies German Open Berlin             | Tier I    | 1 300 000 $ | Terre (ext.)    | Nadia Petrova Meghann Shaughnessy     | Conchita Martínez    | 6-2, 2-6, 6-1       | Parcours |
| 16 | 12-05-2008 | Internazionali d'Italia Rome          | Tier I    | 1 340 000 $ | Terre (ext.)    | Chan Yung-jan Chuang Chia-jung        | Iveta Benešová       | 7-65, 6-3           | Parcours |
| 17 | 25-02-2013 | Malaysian Open Kuala Lumpur           | Intern'l  | 235 000 $   | Dur (ext.)      | Shuko Aoyama Chang Kai-chen           | Zhang Shuai          | 6-74, 7-64, [14-12] | Parcours |
| 18 | 29-07-2013 | Southern California Open Carlsbad     | Premier   | 795 707 $   | Dur (ext.)      | Raquel Kops-Jones Abigail Spears      | Chan Hao-ching       | 6-4, 6-1            | Parcours |

## Parcours en Grand Chelem

### En simple dames
| Année | Open d'Australie                                        | Open d'Australie                                       | Internationaux de France                         | Internationaux de France                         | Wimbledon                                         | Wimbledon         | US Open                                              | US Open             |
| ----- | ------------------------------------------------------- | ------------------------------------------------------ | ------------------------------------------------ | ------------------------------------------------ | ------------------------------------------------- | ----------------- | ---------------------------------------------------- | ------------------- |
| 1993  | —                                                       | —                                                      | —                                                | —                                                | —                                                 | —                 | Q3 \|\| style="text-align:left" \| Elena Likhovtseva |                     |
| 1994  | 1er tour (1/64)                                         | Kristine Radford                                       | —                                                | —                                                | 1er tour (1/64)                                   | Jenny Byrne       | 1er tour (1/64)                                      | Nicole Jagerman     |
| 1995  | —                                                       | —                                                      | Q1 \|\| style="text-align:left" \| Laura Garrone | —                                                | —                                                 | —                 | —                                                    |                     |
| 1996  | 1er tour (1/64)                                         | Linda Wild                                             | 1er tour (1/64)                                  | Nathalie Dechy                                   | 1er tour (1/64)                                   | Natalia Baudone   | 1er tour (1/64)                                      | Anne-Gaëlle Sidot   |
| 1997  | 1er tour (1/64)                                         | Steffi Graf                                            | —                                                | —                                                | —                                                 | —                 | —                                                    | —                   |
| 1998  | 2e tour (1/32)                                          | Adriana Gerši                                          | 1er tour (1/64)                                  | Ruxandra Dragomir                                | —                                                 | —                 | Q1 \|\| style="text-align:left" \| Noëlle van Lottum |                     |
| 1999  | —                                                       | —                                                      | Q1 \|\| style="text-align:left" \| Anca Barna    | —                                                | —                                                 | —                 | —                                                    |                     |
| 2000  | Q3 \|\| style="text-align:left" \| Lina Krasnoroutskaya | Q3 \|\| style="text-align:left" \| Rossana de los Ríos | Q1 \|\| style="text-align:left" \| Dája Bedáňová | Q2 \|\| style="text-align:left" \| Alena Vašková |                                                   |                   |                                                      |                     |
| 2001  | 2e tour (1/32)                                          | Ruxandra Dragomir                                      | 3e tour (1/16)                                   | Meghann Shaughnessy                              | 1er tour (1/64)                                   | Petra Mandula     | 2e tour (1/32)                                       | Amélie Mauresmo     |
| 2002  | 4e tour (1/8)                                           | Kim Clijsters                                          | 3e tour (1/16)                                   | Serena Williams                                  | 1er tour (1/64)                                   | Jennifer Capriati | 2e tour (1/32)                                       | Svetlana Kuznetsova |
| 2003  | 2e tour (1/32)                                          | V. Ruano Pascual                                       | 1er tour (1/64)                                  | Silvija Talaja                                   | 1er tour (1/64)                                   | Nathalie Dechy    | 1er tour (1/64)                                      | Barbara Schett      |
| 2004  | Q2 \|\| style="text-align:left" \| Marie-Ève Pelletier  | Q1 \|\| style="text-align:left" \| Kelly McCain        | —                                                | —                                                | Q1 \|\| style="text-align:left" \| Laura Pous Tió |                   |                                                      |                     |
| 2005  | Q1 \|\| style="text-align:left" \| Meilen Tu            | —                                                      | —                                                | —                                                | —                                                 | —                 | —                                                    |                     |

à droite du résultat, l’ultime adversaire.

### En double dames
| Année | Open d'Australie               | Open d'Australie           | Internationaux de France     | Internationaux de France    | Wimbledon                     | Wimbledon                   | US Open                       | US Open                      |
| ----- | ------------------------------ | -------------------------- | ---------------------------- | --------------------------- | ----------------------------- | --------------------------- | ----------------------------- | ---------------------------- |
| 1993  | -                              | -                          | -                            | -                           | -                             | -                           | 1er tour (1/32) R. Dragomir   | Kimiko Date R. Zrubáková     |
| 1994  | 1er tour (1/32) K. Habšudová   | Kate McDonald Nicole Pratt | -                            | -                           | -                             | -                           | 2e tour (1/16) Bryukhovets    | N. Bradtke Elna Reinach      |
| 1995  | -                              | -                          | 2e tour (1/16) C. Barclay    | M. Bollegraf Rennae Stubbs  | -                             | -                           | -                             | -                            |
| 1996  | -                              | -                          | -                            | -                           | -                             | -                           | 1er tour (1/32) D. Monami     | G. Fernández N. Zvereva      |
| 1998  | 1er tour (1/32) T. Tanasugarn  | Likhovtseva Ai Sugiyama    | 1er tour (1/32) N. Medvedeva | Janet Lee Wang Shi-Ting     | 1er tour (1/32) B. Rittner    | M. Grzybowska T. Tanasugarn | 1er tour (1/32) H. Nagyová    | S. Noorlander L. Pleming     |
| 1999  | -                              | -                          | 2e tour (1/16) Laura Golarsa | Likhovtseva Ai Sugiyama     | 1er tour (1/32) Laura Golarsa | Irina Spîrlea Caroline Vis  | -                             | -                            |
| 2000  | 1er tour (1/32) A. Cocheteux   | F. Labat T. Tanasugarn     | 2e tour (1/16) M. Zavagli    | Lisa Raymond Rennae Stubbs  | 1er tour (1/32) M. Zavagli    | A. Fusai N. Tauziat         | 3e tour (1/8) T. Garbin       | Cara Black Likhovtseva       |
| 2001  | 2e tour (1/16) T. Garbin       | L. Davenport C. Morariu    | 1er tour (1/32) T. Garbin    | S. Testud Roberta Vinci     | 3e tour (1/8) T. Garbin       | Iva Majoli H. Nagyová       | 2e tour (1/16) E. Dementieva  | Dominikovic Marissa Irvin    |
| 2002  | 1er tour (1/32) Anca Barna     | K. Boogert M. Oremans      | 2e tour (1/16) E. Dementieva | T. Garbin A. Widjaja        | 1er tour (1/32) E. Dementieva | Sh. Asagoe Nana Miyagi      | Finale E. Dementieva          | V. Ruano Paola Suárez        |
| 2003  | 2e tour (1/16) E. Dementieva   | E. Gagliardi Petra Mandula | 1/4 de finale B. Schett      | V. Ruano Paola Suárez       | 1/4 de finale C. Martínez     | L. Davenport Lisa Raymond   | 1/4 de finale C. Martínez     | Cara Black Likhovtseva       |
| 2004  | 1/4 de finale Dinara Safina    | Liezel Huber Ai Sugiyama   | 1/4 de finale C. Martínez    | V. Ruano Paola Suárez       | 3e tour (1/8) C. Martínez     | M. Bartoli Émilie Loit      | 1/4 de finale C. Martínez     | V. Ruano Paola Suárez        |
| 2005  | 2e tour (1/16) Likhovtseva     | Chuang Ch-j. Rika Fujiwara | 3e tour (1/8) C. Martínez    | Li Ting Sun Tiantian        | 3e tour (1/8) C. Martínez     | B. Stewart Sam Stosur       | 1er tour (1/32) F. Schiavone  | Rika Fujiwara Li Na          |
| 2006  | -                              | -                          | 3e tour (1/8) Sania Mirza    | E. Daniilídou Anabel Medina | 2e tour (1/16) V. Zvonareva   | Yan Zi Zheng Jie            | 3e tour (1/8) Likhovtseva     | Cara Black Rennae Stubbs     |
| 2007  | 1er tour (1/32) J. Janković    | M. Hingis S. Kuznetsova    | 1/4 de finale Shaughnessy    | Cara Black Liezel Huber     | 3e tour (1/8) Shaughnessy     | S. Kuznetsova Nadia Petrova | 2e tour (1/16) P. Schnyder    | N. Dechy Dinara Safina       |
| 2008  | 1/4 de finale F. Pennetta      | V. Azarenka Shahar Peer    | 1er tour (1/32) I. Benešová  | N. Grandin Kops-Jones       | 2e tour (1/16) I. Benešová    | Vania King Kudryavtseva     | 3e tour (1/8) Peng Shuai      | Yan Zi Zheng Jie             |
| 2009  | -                              | -                          | 1er tour (1/32) S. Bammer    | I. Benešová B. Z. Strýcová  | 1er tour (1/32) D. Cibulková  | A. Kleybanova E. Makarova   | 1er tour (1/32) J. Gajdošová  | E. Gallovits M. Rybáriková   |
| 2012  | -                              | -                          | 2e tour (1/16) Chr. McHale   | N. Llagostera M.J. Martínez | 1er tour (1/32) Ksenia Pervak | O. Govortsova Mandy Minella | 2e tour (1/16) M. Rybáriková  | Kops-Jones A. Spears         |
| 2013  | 1er tour (1/32) Bratchikova    | V. Dushevina O. Govortsova | 3e tour (1/8) S. Lisicki     | Sara Errani Roberta Vinci   | 1er tour (1/32) I.-C. Begu    | Julia Görges B. Z. Strýcová | 1er tour (1/32) E. Bouchard   | P. Cetkovská K. Flipkens     |
| 2014  | 1er tour (1/32) Chan Yung-Jan  | Shahar Peer Sílvia Soler   | 2e tour (1/16) J. Gajdošová  | K. Mladenovic F. Pennetta   | 1er tour (1/32) Mona Barthel  | Pavlyuchenkova L. Šafářová  | 2e tour (1/16) Paula Kania    | L. Hradecká M. Krajicek      |
| 2015  | -                              | -                          | 3e tour (1/8) Paula Kania    | Hsieh Su-wei F. Pennetta    | 1er tour (1/32) Paula Kania   | D. Hantuchová Sam Stosur    | 1er tour (1/32) A.Schmiedlová | Anabel Medina Parra Santonja |
| 2016  | 1er tour (1/32) A. Schmiedlová | Madison Keys Tomljanović   | -                            | -                           | -                             | -                           | -                             | -                            |

sous le résultat, la partenaire ; à droite, l’ultime équipe adverse.

### En double mixte
| Année | Open d'Australie             | Open d'Australie          | Internationaux de France      | Internationaux de France   | Wimbledon                    | Wimbledon                   | US Open                       | US Open                    |
| ----- | ---------------------------- | ------------------------- | ----------------------------- | -------------------------- | ---------------------------- | --------------------------- | ----------------------------- | -------------------------- |
| 1994  | -                            | -                         | -                             | -                          | 1er tour (1/32) S. Melville  | M. McGrath M. Woodforde     | -                             | -                          |
| 1998  | -                            | -                         | 1er tour (1/32) Tom Vanhoudt  | Krivencheva Brandon Coupe  | -                            | -                           | 1er tour (1/16) Martin Damm   | Rennae Stubbs Jim Grabb    |
| 2000  | -                            | -                         | 2e tour (1/16) David Rikl     | Likhovtseva Jeff Tarango   | 2e tour (1/16) Petr Pála     | Julie Halard M. Llodra      | 2e tour (1/8) Jiří Novák      | B. Schett Joshua Eagle     |
| 2001  | -                            | -                         | 1/2 finale Petr Pála          | V. Ruano T. Carbonell      | 1er tour (1/32) Petr Pála    | Kim Grant Ashley Fisher     | 1er tour (1/16) Petr Pála     | K. Habšudová David Rikl    |
| 2002  | 1/4 de finale Pavel Vízner   | Caroline Vis Michael Hill | -                             | -                          | 1er tour (1/32) Ota Fukárek  | A. Coetzer Brian MacPhie    | 1er tour (1/16) David Rikl    | Petra Mandula Amir Hadad   |
| 2003  | 1er tour (1/16) Max Mirnyi   | W. Prakusya David Adams   | 1er tour (1/16) Tomáš Cibulec | A. Smashnova Leoš Friedl   | 2e tour (1/16) Petr Pála     | Nana Miyagi Stephen Huss    | 1/2 finale Leoš Friedl        | K. Srebotnik Bob Bryan     |
| 2004  | 2e tour (1/8) Leoš Friedl    | V. Ruano Mark Knowles     | 1er tour (1/16) Leoš Friedl   | Petra Mandula Andy Ram     | 3e tour (1/8) Leoš Friedl    | Alicia Molik T. Woodbridge  | 1er tour (1/16) Leoš Friedl   | Ai Sugiyama Kevin Ullyett  |
| 2005  | 2e tour (1/8) Leoš Friedl    | C. Martínez Andy Ram      | 1er tour (1/16) Cyril Suk     | Liezel Huber Kevin Ullyett | 3e tour (1/8) Leoš Friedl    | T. Perebiynis Paul Hanley   | 1er tour (1/16) Leoš Friedl   | Dinara Safina Andy Ram     |
| 2007  | 1er tour (1/16) Pavel Vízner | M. Kirilenko Igor Andreev | 2e tour (1/8) Pavel Vízner    | N. Dechy Andy Ram          | 1er tour (1/32) David Škoch  | Sania Mirza M. Bhupathi     | 1er tour (1/16) Pavel Vízner  | Shaughnessy Leander Paes   |
| 2008  | 2e tour (1/8) Fyrstenberg    | N. Dechy Andy Ram         | 1/4 de finale André Sá        | Květa Peschke Pavel Vízner | 1er tour (1/32) André Sá     | Jill Craybas Wesley Moodie  | 1er tour (1/16) Jeff Coetzee  | F. Pennetta Dušan Vemić    |
| 2009  | -                            | -                         | -                             | -                          | -                            | -                           | 1er tour (1/16) Oliver Marach | I. Benešová Lukáš Dlouhý   |
| 2012  | -                            | -                         | -                             | -                          | 1er tour (1/32) Marc López   | Tamira Paszek Julian Knowle | -                             | -                          |
| 2013  | -                            | -                         | -                             | -                          | 2e tour (1/16) Filip Polášek | Lisa Raymond Bruno Soares   | 2e tour (1/8) Filip Polášek   | Květa Peschke M. Matkowski |
| 2014  | -                            | -                         | 1er tour (1/16) Oliver Marach | Tímea Babos Eric Butorac   | 2e tour (1/16) J. Levinský   | A. Barty John Peers         | -                             | -                          |
| 2015  | -                            | -                         | -                             | -                          | 2e tour (1/16) A. Begemann   | Sania Mirza Bruno Soares    | -                             | -                          |

sous le résultat, le partenaire ; à droite, l’ultime équipe adverse.

## Parcours en «Premier Mandatory» et «Premier 5»
Découlant d'une réforme du circuit WTA inaugurée en 2009, les tournois WTA « Premier Mandatory » et « Premier 5 » constituent les catégories d'épreuves les plus prestigieuses, après les quatre levées du Grand Chelem.

### En double dames
| Année                        | Premier Mandatory         | Premier Mandatory              | Premier Mandatory | Premier Mandatory           | Premier Mandatory       | Premier Mandatory            | Premier Mandatory        | Premier Mandatory | Premier 5 | Premier 5                 | Premier 5           | Premier 5                 | Premier 5           | Premier 5                      | Premier 5              | Premier 5                        | Premier 5         | Premier 5                 | Premier 5         | Premier 5 | Premier 5 | Premier 5 |
| Année                        | Indian Wells              | Indian Wells                   | Miami             | Miami                       | Madrid                  | Madrid                       | Pékin                    | Pékin             | Dubaï     | Dubaï                     | Doha                | Doha                      | Rome                | Rome                           | Canada                 | Canada                           | Cincinnati        | Cincinnati                | Tokyo             | Tokyo     | Wuhan     | Wuhan     |
| ---------------------------- | ------------------------- | ------------------------------ | ----------------- | --------------------------- | ----------------------- | ---------------------------- | ------------------------ | ----------------- | --------- | ------------------------- | ------------------- | ------------------------- | ------------------- | ------------------------------ | ---------------------- | -------------------------------- | ----------------- | ------------------------- | ----------------- | --------- | --------- | --------- |
| 2009                         |                           |                                |                   |                             |                         |                              |                          |                   |           |                           |                     |                           |                     |                                |                        |                                  |                   |                           |                   |           |           |           |
| —                            | —                         | —                              | —                 | 1/4 de finale Hsieh Su-wei  | Peschke Raymond         | —                            | —                        | —                 | —         |                           |                     | 1er tour (1/16) Wozniacki | Hantuchová Sugiyama | 1er tour (1/16) Parra Santonja | Kuznetsova Mauresmo    | —                                | —                 | —                         | —                 |           |           |           |
| 2012                         |                           |                                |                   |                             |                         |                              |                          |                   |           |                           |                     |                           |                     |                                |                        |                                  |                   |                           |                   |           |           |           |
| —                            | —                         | —                              | —                 | 1/4 de finale Cibulková     | Errani Vinci            | 1er tour (1/16) Cibulková    | Srebotnik Zheng Jie      |                   |           | —                         | —                   | 1/4 de finale Cibulková   | Forfait             | 1er tour (1/16) Peer           | Dushevina Tanasugarn   | 1er tour (1/16) Chuang Chia-jung | Dushevina Suárez  | 1er tour (1/8) Voskoboeva | Kops-Jones Spears |           |           |           |
| 2013                         |                           |                                |                   |                             |                         |                              |                          |                   |           |                           |                     |                           |                     |                                |                        |                                  |                   |                           |                   |           |           |           |
| 1/4 de finale Chan Hao-ching | Makarova Vesnina          | 1er tour (1/16) Chan Hao-ching | Petrova Srebotnik | 1/4 de finale Lisicki       | Pavlyuchenkova Šafářová | 1er tour (1/16) Kalashnikova | Dushevina Parra Santonja |                   |           | 2e tour (1/8) Zhang Shuai | Raymond Stosur      | —                         | —                   | 1er tour (1/16) Martić         | Kudryavtseva Rodionova | 1er tour (1/16) Niculescu        | Grönefeld Peschke | —                         | —                 |           |           |           |
| 2014                         |                           |                                |                   |                             |                         |                              |                          |                   |           |                           |                     |                           |                     |                                |                        |                                  |                   |                           |                   |           |           |           |
| 1er tour (1/16) Zvonareva    | Hantuchová Parra Santonja | 2e tour (1/8) Melzer           | Muguruza Suárez   | 1er tour (1/16) Zhang Shuai | Görges Grönefeld        |                              |                          |                   |           | 1er tour (1/16) Rosolska  | Raymond Zhang Shuai |                           |                     |                                |                        |                                  |                   |                           |                   |           |           |           |

N.B. : le nom de la partenaire se trouve sous le résultat ; le nom des ultimes adversaires se trouve à droite.

## Parcours aux Masters

### En double dames
| # | Date       | Nom de l'édition                     | ($)       | Surface    | Résultat | Partenaire       | Ultimes adversaires          | Score         |          |
| - | ---------- | ------------------------------------ | --------- | ---------- | -------- | ---------------- | ---------------------------- | ------------- | -------- |
| 1 | 04/11/2002 | Home Depot Championships Los Angeles | 3 000 000 | Dur (int.) | Victoire | Elena Dementieva | Cara Black Elena Likhovtseva | 4-6, 6-4, 6-3 | Parcours |

## Parcours aux Jeux olympiques

### En double dames
| # | Date       | Nom de l'olympiade           | Surface    | Résultat        | Partenaire         | Ultimes adversaires            | Score     |          |
| - | ---------- | ---------------------------- | ---------- | --------------- | ------------------ | ------------------------------ | --------- | -------- |
| 1 | 19/09/2000 | Olympic Tennis Event Sydney  | Dur (ext.) | 2e tour (1/8)   | Karina Habšudová   | Els Callens Dominique Monami   | 6-3, 6-2  | Parcours |
| 2 | 15/08/2004 | Olympic Tennis Event Athènes | Dur (ext.) | 1er tour (1/16) | Daniela Hantuchová | Myriam Casanova Patty Schnyder | 6-3, 6-4  | Parcours |
| 3 | 11/08/2008 | Olympic Tennis Event Pékin   | Dur (ext.) | 1er tour (1/16) | Daniela Hantuchová | Yan Zi Zheng Jie               | 6-1, 7-69 | Parcours |

## Parcours en Coupe de la Fédération
| #                                                                            | Date       | Lieu           | Surface         | Gagnante(s)                           | Perdante(s)                           | Score          |          |
|                                                                              |            |                |                 |                                       |                                       |                |          |
| 1994 - 1er tour (groupe mondial) - Finlande - Slovaquie - 1 : 2              |            |                |                 |                                       |                                       |                |          |
| 1                                                                            | 18/07/1994 | Francfort      | Terre (ext.)    | Nanne Dahlman Petra Thoren            | Janette Husárová Katarína Studeníková | 7-64, 7-62     | Parcours |
|                                                                              |            |                |                 |                                       |                                       |                |          |
| 1994 - 2e tour (groupe mondial) - Allemagne - Slovaquie - 2 : 1              |            |                |                 |                                       |                                       |                |          |
| 2                                                                            | 20/07/1994 | Francfort      | Terre (ext.)    | Karina Habšudová Janette Husárová     | Barbara Rittner Christina Singer      | 6-4, 6-3       | Parcours |
|                                                                              |            |                |                 |                                       |                                       |                |          |
| 1998 - 1/4 de finale (groupe mondial II) - Argentine - Slovaquie - 1 : 4     |            |                |                 |                                       |                                       |                |          |
| 3                                                                            | 18/04/1998 | Buenos Aires   | Terre (ext.)    | Karina Habšudová Janette Husárová     | Florencia Labat Mercedes Paz          | 3-6, 6-1, 6-4  | Parcours |
|                                                                              |            |                |                 |                                       |                                       |                |          |
| 1998 - Barrage (groupe mondial I) - Slovaquie - Belgique - 4 : 1             |            |                |                 |                                       |                                       |                |          |
| 4                                                                            | 25/07/1998 | Bratislava     | Terre (ext.)    | Els Callens Dominique Monami          | Janette Husárová Katarína Studeníková | 7-5, 6-1       | Parcours |
|                                                                              |            |                |                 |                                       |                                       |                |          |
| 2002 - 1er tour (groupe mondial) - Slovaquie - Suisse - 3 : 2                |            |                |                 |                                       |                                       |                |          |
| 5                                                                            | 27/04/2002 | Bratislava     | Terre (ext.)    | Janette Husárová                      | Patty Schnyder                        | 7-67, 5-7, 7-5 | Parcours |
| 5                                                                            | 27/04/2002 | Bratislava     | Terre (ext.)    | Daniela Hantuchová Janette Husárová   | Myriam Casanova Patty Schnyder        | 6-0, 6-74, 6-3 | Parcours |
|                                                                              |            |                |                 |                                       |                                       |                |          |
| 2002 - 1/4 de finale (groupe mondial) - Slovaquie - France - 4 : 1           |            |                |                 |                                       |                                       |                |          |
| 6                                                                            | 20/07/2002 | Bratislava     | Moquette (int.) | Amélie Mauresmo                       | Janette Husárová                      | 6-2, 4-6, 6-2  | Parcours |
| 6                                                                            | 20/07/2002 | Bratislava     | Moquette (int.) | Janette Husárová Henrieta Nagyová     | Nathalie Dechy Stéphanie Foretz       | 7-5, 6-0       | Parcours |
|                                                                              |            |                |                 |                                       |                                       |                |          |
| 2002 - 1/2 finale (groupe mondial) - Slovaquie - Italie - 3 : 1              |            |                |                 |                                       |                                       |                |          |
| 7                                                                            | 30/10/2002 | Grande Canarie | Dur (int.)      | Janette Husárová                      | Silvia Farina                         | 6-4, 6-3       | Parcours |
| 7                                                                            | 30/10/2002 | Grande Canarie | Dur (int.)      | Janette Husárová                      | Francesca Schiavone                   | 6-4, 6-4       | Parcours |
| 7                                                                            | 30/10/2002 | Grande Canarie | Dur (int.)      | Silvia Farina Roberta Vinci           | Daniela Hantuchová Janette Husárová   | Non disputé    | Parcours |
|                                                                              |            |                |                 |                                       |                                       |                |          |
| 2002 - Finale (groupe mondial) - Espagne - Slovaquie - 1 : 3                 |            |                |                 |                                       |                                       |                |          |
| 8                                                                            | 02/11/2002 | Grande Canarie | Dur (int.)      | Conchita Martínez                     | Janette Husárová                      | 6-4, 7-66      | Parcours |
| 8                                                                            | 02/11/2002 | Grande Canarie | Dur (int.)      | Janette Husárová                      | Arantxa Sánchez                       | 6-0, 6-2       | Parcours |
| 8                                                                            | 02/11/2002 | Grande Canarie | Dur (int.)      | Daniela Hantuchová Janette Husárová   | Virginia Ruano Magüi Serna            | Non disputé    | Parcours |
|                                                                              |            |                |                 |                                       |                                       |                |          |
| 2003 - 1/4 de finale (groupe mondial) - Belgique - Slovaquie - 5 : 0         |            |                |                 |                                       |                                       |                |          |
| 9                                                                            | 19/07/2003 | Charleroi      | Dur (int.)      | Justine Henin                         | Janette Husárová                      | 7-5, 6-4       | Parcours |
| 9                                                                            | 19/07/2003 | Charleroi      | Dur (int.)      | Kim Clijsters                         | Janette Husárová                      | 6-0, 6-1       | Parcours |
|                                                                              |            |                |                 |                                       |                                       |                |          |
| 2004 - 1er tour (groupe mondial) - Autriche - Slovaquie - 3 : 2              |            |                |                 |                                       |                                       |                |          |
| 10                                                                           | 24/04/2004 | Sankt Pölten   | Terre (ext.)    | Barbara Schett                        | Janette Husárová                      | 4-6, 6-1, 6-4  | Parcours |
| 10                                                                           | 24/04/2004 | Sankt Pölten   | Terre (ext.)    | Janette Husárová                      | Sybille Bammer                        | 6-3, 6-2       | Parcours |
| 10                                                                           | 24/04/2004 | Sankt Pölten   | Terre (ext.)    | Ľudmila Cervanová Janette Husárová    | Barbara Schwartz Patricia Wartusch    | 6-3, 3-6, 6-4  | Parcours |
|                                                                              |            |                |                 |                                       |                                       |                |          |
| 2006 - Barrage (groupe mondial II) - Slovaquie - Thaïlande - 5 : 0           |            |                |                 |                                       |                                       |                |          |
| 11                                                                           | 15/07/2006 | Bratislava     | Dur (int.)      | Janette Husárová Magdaléna Rybáriková | Nudnida Luangnam Thassha Vitayaviroj  | 6-2, 6-3       | Parcours |
|                                                                              |            |                |                 |                                       |                                       |                |          |
| 2007 - 1er tour (groupe mondial II) - Slovaquie - République tchèque - 0 : 5 |            |                |                 |                                       |                                       |                |          |
| 12                                                                           | 21/04/2007 | Bratislava     | Terre (ext.)    | Iveta Benešová Barbora Z. Strýcová    | Janette Husárová Dominika Cibulková   | 6-3, 6-3       | Parcours |
|                                                                              |            |                |                 |                                       |                                       |                |          |
| 2007 - Barrage (groupe mondial II) - Slovaquie - Serbie - 4 : 1              |            |                |                 |                                       |                                       |                |          |
| 13                                                                           | 14/07/2007 | Košice         | Dur (int.)      | Janette Husárová Jana Juricová        | Ana Jovanović Ana Timotic             | 6-4, 6-2       | Parcours |
|                                                                              |            |                |                 |                                       |                                       |                |          |
| 2008 - 1er tour (groupe mondial II) - République tchèque - Slovaquie - 3 : 2 |            |                |                 |                                       |                                       |                |          |
| 14                                                                           | 02/02/2008 | Brno           | Moquette (int.) | Nicole Vaidišová Květa Peschke        | Dominika Cibulková Janette Husárová   | 6-1, 2-6, 6-4  | Parcours |
|                                                                              |            |                |                 |                                       |                                       |                |          |
| 2008 - Barrage (groupe mondial II) - Slovaquie - Ouzbékistan - 5 : 0         |            |                |                 |                                       |                                       |                |          |
| 15                                                                           | 26/04/2008 | Bratislava     | Terre (int.)    | Janette Husárová Magdaléna Rybáriková | Vlada Ekshibarova Albina Khabibulina  | 6-0, 6-2       | Parcours |
|                                                                              |            |                |                 |                                       |                                       |                |          |
| 2014 - Barrage (groupe mondial I) - Canada - Slovaquie - 3 : 1               |            |                |                 |                                       |                                       |                |          |
| 16                                                                           | 19/04/2014 | Québec         | Dur (int.)      | Janette Husárová Anna K. Schmiedlová  | Gabriela Dabrowski Sharon Fichman     | 6-4, 5-7, 11-9 | Parcours |

## Classements WTA en fin de saison

### En simple
| Année | 1991 | 1992 | 1993 | 1994 | 1995 | 1996 | 1997 | 1998 | 1999 | 2000 | 2001 | 2002 | 2003 | 2004 | 2005 | 2006 | 2007 |
| Rang  | 482  | 320  | 82   | 144  | 100  | 76   | 375  | 136  | 186  | 151  | 75   | 33   | 125  | 213  | 334  | 983  | 747  |

source : (en) « Classements de Janette Husárová », sur le site officiel du WTA Tour

### En double
| Année | 1991 | 1992 | 1993 | 1994 | 1995 | 1996 | 1997 | 1998 | 1999 | 2000 | 2001 | 2002 | 2003 | 2004 | 2005 | 2006 | 2007 | 2008 | 2009 | 2010 | 2011 | 2012 | 2013 | 2014 | 2015 |
| Rang  | 193  | 299  | 92   | 91   | 147  | 68   | 170  | 108  | 79   | 55   | 28   | 5    | 19   | 13   | 51   | 38   | 24   | 38   | 176  | -    | 170  | 57   | 42   | 89   | 94   |

source : (en) « Classements de Janette Husárová », sur le site officiel du WTA Tour